# Capparis sarmentosa
Capparis sarmentosa là một loài thực vật có hoa trong họ Capparaceae. Loài này được A.Cunn. ex Benth. mô tả khoa học đầu tiên năm 1863.